# Județul Botoșani (interbelic)
Județul Botoșani a fost o unitate administrativă de ordinul întâi din Regatul României, aflată în regiunea istorică Moldova. Reședința județului era orașul Botoșani.

## Istorie

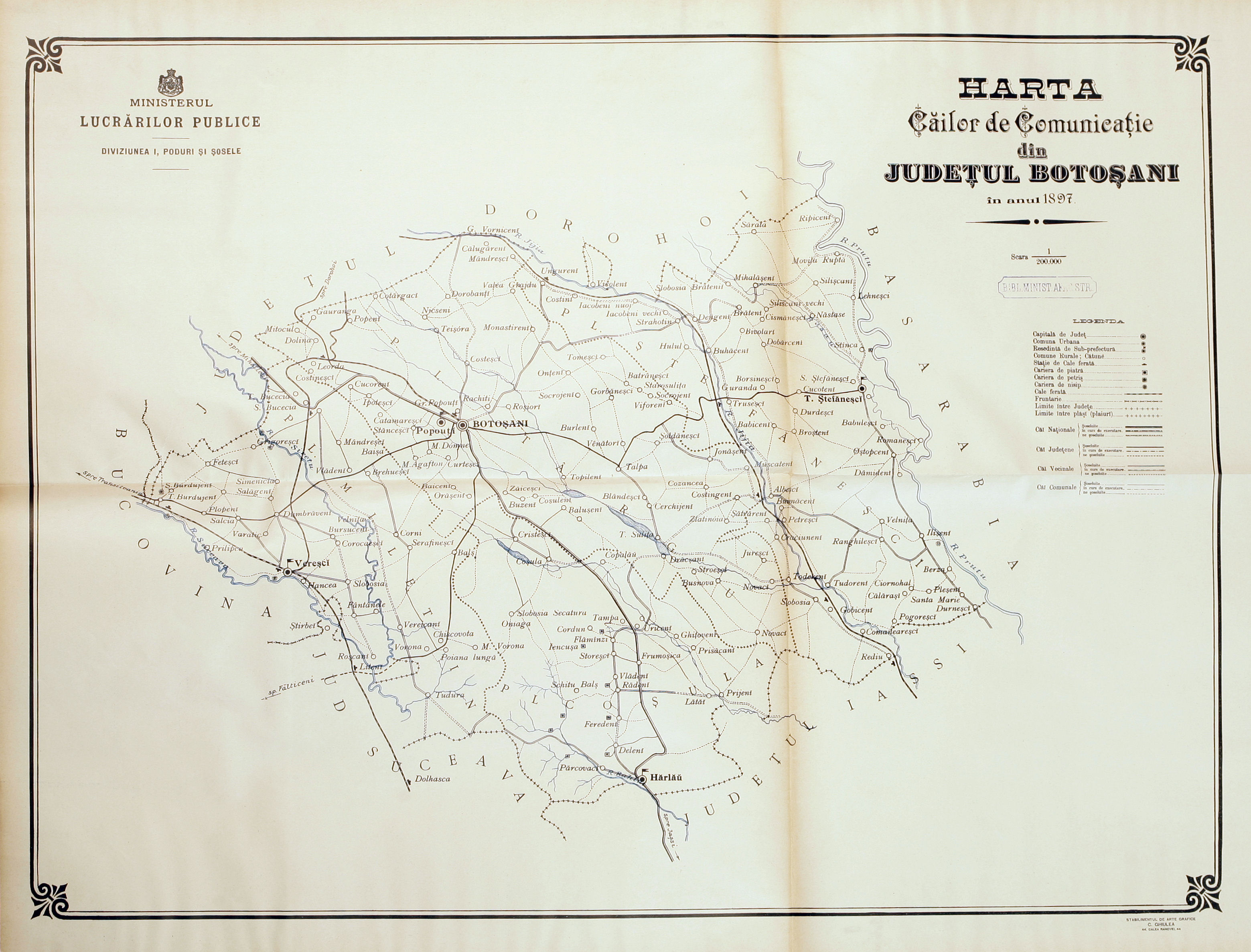
Județul Botoșani la 1897

În anul 1864, domnitorul Alexandru Ioan Cuza dă prima lege de organizare administrativ-teritorială modernă a teritoriului României. Legea prevedea împărțire țării în 33 de județe, având ca subdiviziuni plășile și comunele (urbane și rurale). Județele și comunele erau investite cu personalitate juridică și cu organe deliberative și executive: consiliul județean și prefectul (acesta din urmă ca reprezentant al guvernului în teritoriu), respectiv consiliul comunal și primarul (în calitate de reprezentant al guvernului în teritoriu). Plășile erau simple subdiviziuni ale județelor, fără personalitate juridică, conduse de subprefecți, cu atribuții de supraveghere și control asupra autorităților comunale.
Județul antebelic Botoșani este succesorul ținutului medieval moldovenesc Botoșani, apărut în secolul al XVIII-lea prin desprinderea unui teritoriu din ținutul Hârlău.
Târgurile mai însemnate ale județului erau: Hârlău, Ștefănești, Bucecea, Burdujeni, Sulița și Frumușica.
În perioada interbelică, i s-a alipit și comuna Braniște din stânga Prutului, care însă a fost anexată de URSS în 1944. În timpul dictaturii carliste, județul a făcut parte din ținutul Prut. În 1950, a fost desființat de regimul comunist, iar teritoriul său a fost împărțit între raioanele Botoșani și Trușești ale regiunii Botoșani, și raionul Hârlău al regiunii Iași.

## Întindere

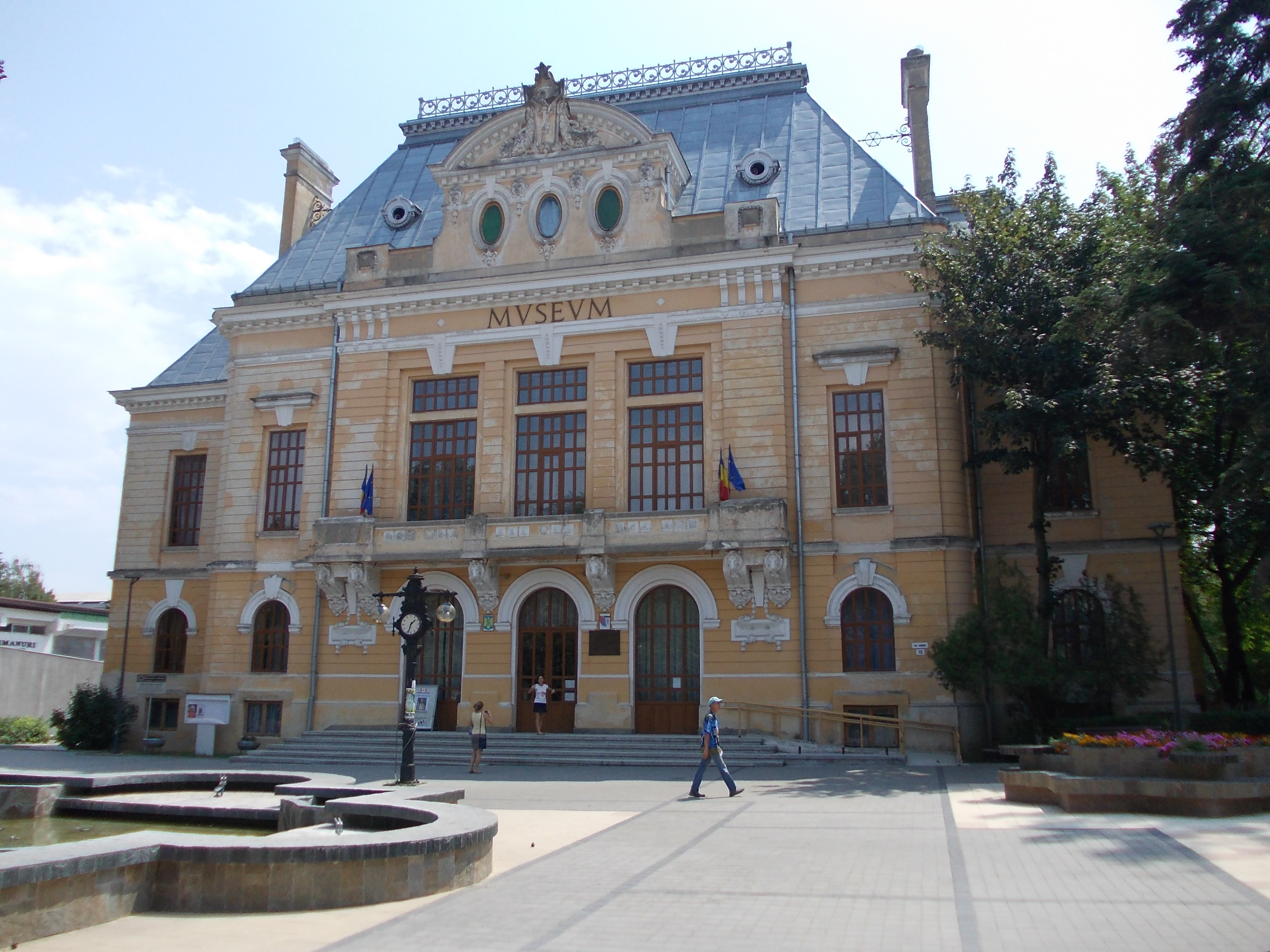
Clădirea Prefecturii județului Botoșani din perioada interbelică. Clădirea-monument istoric, construită între anii 1906-1914 și situată pe Pietonalul Unirii nr. 15, găzduiește în prezent Muzeul Județean din Botoșani.

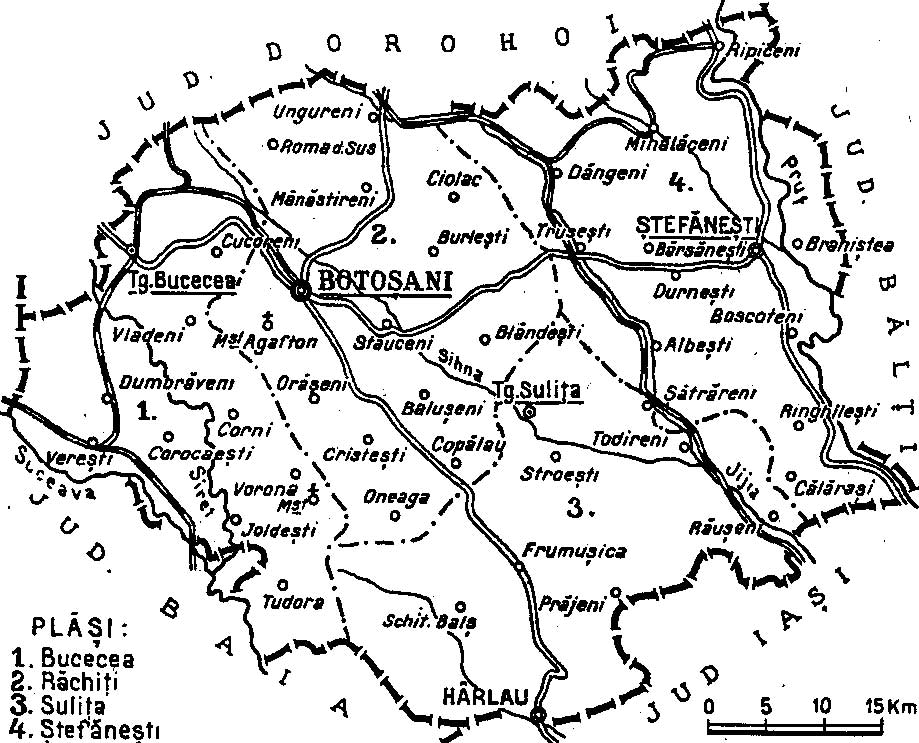
Harta județului, cu dispunerea și denumirea plășilor, în anul 1938.

În 1864, era situat în nordul României, învecinându-se cu Bucovina (ce făcea parte atunci din Austro-Ungaria), cu Basarabia (ce făcea parte atunci din Imperiul Rus) și cu județele românești Dorohoi, Suceava și Iași.
Județul se întindea pe valea Prutului, pe dealurile dintre Prut și Jijia, pe valea și dealurile Sitnei (Sicnei), pe valea Miletinului și a Bahluiului și pe dealurile dintre aceste râuri, pe valea Siretului și a Sucevei și pe dealurile ce mărginesc Siretul pe dreapta și pe stânga ce se prelungesc din Dealurile Bucovinei.
Județul se afla în partea nord-estică a României Mari, în nord-estul regiunii Moldova. Județul cuprindea partea de sud a actualului județ Botoșani și partea de nord a actualului județ Iași. Se învecina la vest cu județele Suceava și Baia, la nord cu județul Dorohoi, la est cu județul Bălți, iar la sud cu județul Iași.

## Organizare
Pe la 1900, era împărțit în 6 plăși: Ștefănești cu 10 comune, 38 de sate și un târg, Jijia cu 6 comune și 35 de sate, Miletinul cu 5 comune, 32 de sate și un târg, Tîrgului cu 8 comune, 45 de sate și un oraș, Coșula cu 12 comune, 29 sate, un oraș și un târgușor și Siretul cu 11 comune, 42 de sate și 2 târguri.
În anul 1930 teritoriul județului era împărțit în trei plăși:
1. Plasa Botoșani,
2. Plasa Jijia și
3. Plasa Siret.

În anul 1938 județul avea patru plăși (rezultate prin reorganizarea totală a teritoriului județului):
1. Plasa Bucecea (cu 52 de sate și cu reședința la Târgu Bucecea),
2. Plasa Răchiți (cu 73 de sate și cu reședința la Botoșani),
3. Plasa Sulița (cu 49 de sate și cu reședința la Hârlău) și
4. Plasa Ștefănești (cu 77 de sate și cu reședința la Ștefănești).

## Populație
Conform datelor recensământului din 1930 populația județului era de 218.258 locuitori, dintre care 88,8% români, 9,0% evrei ș.a. Din punct de vedere confesional a fost înregistrată următoarea structură: 89,4% ortodocși, 9,2% mozaici, 0,7% romano-catolici ș.a.

### Mediul urban
În anul 1930 populația urbană a județului era de 50.320 locuitori, dintre care 64,9% români, 31,3% evrei, 0,9% germani ș.a. Sub aspect confesional orășenimea era alcătuită din 64,5% ortodocși, 32,3% mozaici, 2,1% romano-catolici ș.a